# Sally Ann Howes
Sally Ann Howes   (St. John's Wood, 20 de juliol de 1930 - Palm Beach Gardens, 19 de desembre de 2021) va ser una actriu i cantant anglesa. La seva carrera a la pantalla, l'escenari i la televisió va durar sis dècades. És més coneguda pel paper de Truly Scrumptious a la pel·lícula musical de 1968 Chitty Chitty Bang Bang. El 1963, va ser nominada al premi Tony a la millor actriu protagonista de musical per la seva actuació a Brigadoon.

## Biografia

### Família
Howes va néixer el 20 de juliol de 1930 a St John's Wood, Londres, filla del còmic/actor/cantant/estrella de varietats britànic Bobby Howes (1895–1972) i de l'actriu i cantant Patricia Malone(1899–1971). Era néta del capità JAE Malone (mort el 1928), director teatral de musicals de Londres, i tenia un germà gran, Peter Howes, músic professional i professor de música. El seu besavi, el capità Joseph Malone, va rebre la Creu Victòria el 1854 per la càrrega de la Brigada Lleugera. El seu oncle, Pat Malone, era actor a l'escenari, al cinema i a la televisió.
Howes es va traslladar a la casa de camp de la família a Essendon, Hertfordshire, durant la Segona Guerra Mundial. Era un nadó al món de l'espectacle que va viure una infància tranquil·la i ordenada, on va créixer amb una mainadera i estava envoltada d'una varietat d'animals de companyia i els companys teatrals dels seus pares, inclòs l'actor i escriptor Jack Hulbert i la seva dona, l'actriu Cicely Courtneidge, que tenia una casa annexa.

### Thursday's Child
El seu primer gust de l'escenari van ser les produccions escolars, però com que venia d'una família de teatre, un altre amic de la família, un agent que visitava la família Howes per sopar, es va impressionar amb ella i poc després va suggerir a la jove Sally Ann un paper. en una pel·lícula. Dues-centes noies joves ja s'havien provat a la pantalla sense èxit, i els productors estaven desesperats per trobar una nena amb talent per protagonitzar, i li van demanar al seu pare que, per recomanació de l'agent, s'apressés a fer algunes fotos. La pel·lícula, Thursday's Child, va ser escrita pel dramaturg i guionista Rodney Ackland, també veí proper de la família Howes, i es convertiria en el debut com a director d'Ackland. Thursday's Child (1943) va iniciar la seva carrera.

### Despuntant
Una segona pel·lícula, The Halfway House (1944), en la qual té un paper important quan era adolescent intentant que els seus pares es quedessin junts, va fer que Howes fos contractada per Michael Balcon d'Ealing Studios, i això va ser seguit per molts. altres papers cinematogràfics com a actriu infantil, Dead of Night (1945) amb Michael Redgrave, Pink String and Sealing Wax (1945), Nicholas Nickleby (1947), My Sister and I (1948), i Anna Karenina (1948),, amb Vivien Leigh.

### Rank
Als 18 anys, la Rank Organization va posar a Howes sota un contracte de set anys, i va passar a fer les pel·lícules Stop Press Girl (1949), The History of Mr. Polly (1949) (amb John Mills), Fools Rush In (1949), i Honeymoon Deferred (1951). Es va casar amb Maxwell Coker el 1950.

## Teatre musical

### West End
Per recomanació d'un amic professor, Howes va prendre lliçons de cant, no només per posar en relleu els seus talents naturals, sinó per intentar baixar la seva veu parlant, que era força alta. Quan encara era adolescent, va fer la seva primera aparició escènica de comèdia musical a Fancy Free. A finals de 1950, va protagonitzar una versió de Cinderella a la BBC TV.
El mateix any, Howes va acceptar el seu primer paper professional en el musical Caprice de Sandy Wilson. Va rescindir el seu contracte amb Rank, on havia estat descontenta amb els papers de pel·lícula que havia rebut i amb haver estat "deixada" a altres estudis. Estava trobant feina remunerada a la televisió i la ràdio, i buscava desenvolupar el seu talent de cantant, cosa que Balcon i Rank havien passat per alt. Caprice va ser seguit per Bet Your Life amb Julie Wilson, Arthur Askey, i Brian Reece, amb qui Howes també estava simultàniament a la ràdio. Va participar en una versió televisiva de The Golden Fool.
El 1953, va protagonitzar el West End al musical Paint Your Wagon amb el seu pare, Bobby Howes, que va durar 18 mesos. Va ser seguit per Summer Song, també al West End, establint fermament a Howes com una estrella de la comèdia musical.
Després va venir la seva interpretació aclamada per la crítica al drama escènic A Hatful of Rain. A principis i mitjans de la dècada de 1950, la carrera de Howes es va expandir per incloure aparicions en televisió, modelatge, anuncis publicitaris i avals de productes.
Howes va aparèixer com a personatge de còmics en sèries i anuals de TV Fun, com a professora jove i saludable al salvatge oest americà (en un moment en què els programes de televisió de l'oest eren molt populars). Va aparèixer a moltes portades de revistes, sobretot Life (3 de març de 1958), quan va assumir el paper de Julie Andrews a My Fair Lady a Broadway.

### Broadway
A Howes li van oferir el paper a My Fair Lady dues vegades abans: primer, per unir-se a la companyia de gira per Estats Units del musical (que ella va declinar); i segon, substituir Andrews a Broadway –que, aleshores, entrava en conflicte amb el compromís de Howes de filmar Admirable Crichton (1957) amb Kenneth More. Els creadors de 'My Fair Lady, Lerner i Loewe, van ser persistents, però, i Howes va acceptar la tercera vegada, amb un contracte d'un any i amb un sou més alt que Andrews. Howes va ser un èxit instantani com a Eliza Doolittle.
El gener de 1958, Howes es va casar amb el compositor guanyador del Tony Richard Adler (The Pajama Game, Damn Yankees). El desembre següent, va aparèixer a l'adaptació televisiva musical d'Adler del conte d'O. Henry The Gift of the Magi (1958), que Adler va escriure expressament per a ella. Adler i Bob Merrill també van col·laborar en una versió musical d'Of Human Bondage de W. Somerset Maugham perquè Howes pogués interpretar Mildred.
Va aparèixer a molts programes de televisió, inclosos els de Perry Como i Dinah Shore, i The Tonight Show de Jack Paar el 1962. Va aparèixer a The Bell Telephone Hour, The Kraft Music Hall, i The United States Steel Hour, i quatre vegades a The Ed Sullivan Show.
Quan va acabar el seu contracte a My Fair Lady, va tornar a Gran Bretanya per gravar sis entregues d'una hora de The Sally Ann Howes Show, un programa de varietats per a ITV, la cadena de televisió comercial britànica.
Howes va ser convidat a cantar per als presidents dels Estats Units Dwight D. Eisenhower, John F. Kennedy, i Lyndon B. Johnson. Es va convertir en una convidada freqüent als programes de jocs i era coneguda per les seves respostes ràpides i espontànies.
Va tornar a Broadway el 1961 a la curta tirada de Kwamina, un altre musical que Adler va escriure per a ella, que va protagonitzar al costat de Terry Carter. El seu tema del romanç interracial va resultar controvertit en un moment en què els drets civils eren molt disputats, i des d'aleshores no s'ha tornat a produir a Broadway. (El pare de Howes també estava a Broadway aquell any, en un breu revival de Finian's Rainbow). Aquell any, va fer Jane Eyre per a la televisió.
El 1962, va protagonitzar un breu revival del musical Brigadoon a la New York City Opera i va rebre una nominació al Tony, la primera intèrpret a ser nominada per a una actuació de revival. Va recrear el paper en una actuació privada de la Casa Blanca per invitació del president i la senyora Kennedy.
El 1964, va protagonitzar a Broadway al costat de Robert Alda i Steve Lawrence al musical What Makes Sammy Run?, amb més de 500 actuacions.
Va tornar a un territori familiar a la televisió el 1966 amb Brigadoon al costat de Robert Goulet, Peter Falk, i alguns dels seus repartiments de Broadway; va guanyar sis premis Emmy.

### Chitty Chitty Bang Bang
L'any 1968, Howes va aparèixer a la pel·lícula infantil Chitty Chitty Bang Bang, interpretant a Truly Scrumptious, la bella filla aristocràtica d'un magnat de la pastisseria. Per aquest paper principal, se li va pagar 44.939 £ (1.032.358 euros en termes de 2021), mentre que la quota de la seva coprotagonista masculina Dick Van Dyke era de 615.425 £ (14.137.811 euros en termes de 2021). En aquell moment, Van Dyke va ser un gran atractiu de taquilla, després d'haver protagonitzat Mary Poppins (1964).
A la seva audició per a aquest paper, se li va preguntar a Howes si podia ballar. El seu pare li havia ensenyat a dir sempre que sí si un director et demana si pots fer alguna cosa, i després si no pots fer-ho, aprens molt ràpidament com fer-ho. Va fer un curs intensiu de classes de ball abans de filmar un ball com una nina de fusta. Va descobrir que 150 extres estaven veient la seva pel·lícula aquesta escena i, d'alguna manera, va aconseguir completar-la en una sola presa.

## Carrera posterior

### Televisió
Chitty Chitty Bang Bang, però, no va rellançar la carrera cinematogràfica de Howes ni va iniciar una carrera per a ella a la televisió episòdica malgrat diversos papers com a protagonista convidada a Mission: Impossible, Marcus Welby, M.D., Branigan, i The Men From Shiloh.. Fins i tot el pilot Prudence and the Chiefque va ser una parodia de The King and I, no va ser recollit com a sèrie de televisió. A més, ara els musicals de pel·lícules estaven fracassant a la taquilla, i aquesta via estava tancada per a ella. Com a resultat, va tornar gairebé exclusivament als escenaris, apareixent només en algunes pel·lícules i produccions de televisió més.
"M'hauria agradat una carrera cinematogràfica, però no la vaig seguir, només em va encantar connectar amb un públic", va dir Howes. "El teatre és una droga. El problema és que per ser recordat, cal fer pel·lícules."

### Carrera teatral posterior
A la dècada de 1970, va fer una gira per Gran Bretanya amb The King and I i més tard pels Estats Units amb The Sound of Music. Després del seu debut amb la Los Angeles Civic Light Opera l'any 1972 amb The Sound of Music, va tornar a Gran Bretanya per protagonitzar el drama escènic Lover, que va ser escrit específicament per a ella.
A les dècades de 1970 i 1980, va començar a passar dels musicals estàndard a les operetes. Va actuar dos estius amb els Kenley Players a Blossom Time i The Great Waltz, i més tard va afegir The Merry Widow de Franz Lehár i després dues temporades d 'A Little Night Music de Stephen Sondheim a l'Òpera de Nova York. També va afegir el paper de Gertrude a Hamlet al seu repertori. A la dècada de 1980, va aparèixer dues vegades al llarg programa Edwardian Music Hall de la BBC TV, The Good Old Days.
Més tard va dir: "En el moment en què arribes als 45... la teva carrera canvia. T'has de replantejar tot i t'has d'adaptar. Sempre n'he estat conscient per la gent amb qui em vaig criar. Vam veure que les carreres augmentaven i caure i estar mort. Mai he estat preparat per a res, sempre he saltat al següent i, per tant, ha estat una carrera estranya. M'ha agradat experimentar. He tingut la sort de poder canviar – fer cabaret, fer concerts o lectures".
El 1990, va estrenar el seu espectacle per a una dona, From This Moment On, al Festival d'Edimburg i en un benefici per a la Long Island AIDS Association al John Drew Theatre d' East Hampton, Nova York. La seva darrera pel·lícula va ser la minisèrie de 1992 Judith Krantz's Secrets. Això va marcar el seu 50è any al cinema.
Els seus altres projectes incloïen narracions de Cubby Broccoli, The Man Behind Bond en el llançament del DVD Diamonds Are Forever l'any 2000, The Making of Chitty Chitty Bang Bang The Musical (2002) i la seva aparició al documental, After They Were Famous - Chitty Chitty Bang Bang (2004).
Excepte conferències ocasionals, funcions benèfiques i algunes inauguracions a Broadway, estava semi-jubilada, tot i que encara organitzava esdeveniments o actuava dues o tres vegades a l'any. Durant el període de setembre de 2007 a gener de 2008, va fer una gira pels Estats Units a la producció de Cameron Mackintosh de My Fair Lady, apareixent com a Mrs. Higgins. Quan no actuava, era assessora artística del Palm Beach Theatre Guild, una organització sense ànim de lucre dedicada a preservar el Royal Poinciana Playhouse a Palm Beach, Florida.

## Vida personal
Howes es va casar amb Richard Adler el 1958 i va adoptar els seus fills Andrew i Christopher després que la seva mare morís el 1964. Howes i Adler es van divorciar el 1966, tot i que ella va continuar criant els nois després del seu divorci. Howes va recordar el seu matrimoni amb Adler com un error i va dir: "Tots dos estàvem en el món de l'espectacle, però els nostres valors eren molt diferents. I la seva carrera s'estava caient en picat i la meva anava molt bé. I vaig cometre un altre error: vaig començar a rebutjar a treballar perquè pensava que si jo treballava i ell no, augmentaria la seva inseguretat." Christopher era un lletrista de Broadway, i va morir de càncer el 1984.
Va estar casada amb l'agent literari anglès Douglas Rae des de 1972 fins a la seva mort el setembre de 2021. Segons el seu nebot, eren "inseparables".
Howes va morir a Palm Beach Gardens, Florida, el 19 de desembre de 2021, a l'edat de 91 anys.

## Crèdits professionals

### Filmografia
- Thursday's Child (1943) com Fennis Wilson
- The Halfway House (1944) com Joanna French
- Dead of Night (1945) com Sally O'Hara (segment Christmas Party)
- Pink String and Sealing Wax (1945) com Peggy Sutton
- Nicholas Nickleby (1947) com Kate Nickleby
- Anna Karenina (1948) com Kitty Scherbatsky
- My Sister and I (1948) com Robina Adams
- Fools Rush In (1949) com Pamela Dickson
- The History of Mr. Polly (1949) com Cristabel
- Stop Press Girl (1949) com Jennifer Peters
- Honeymoon Deferred (1951) com Katherine Fry
- The Golden Year (1951) com Susan Halliday
- L'illa del paradís (The Admirable Crichton) (1957) com Lady Mary
- Chitty Chitty Bang Bang (1968) com Truly Scrumptious
- Death Ship (1980) com Margaret Marshall
- Broadway: The Golden Age, by the Legends Who Were There (2003) (documental)

### Teatre
- Caprice (Joan)
- Bet Your Life (Jane) – a the London Hippodrome, amb Julie Wilson, Arthur Askey i Brian Reece – 1952
- Paint Your Wagon (Jennifer Rumson) al Her Majesty's Theatre, Haymarket – amb el seu pare Bobby Howes – la producció rutllà 477 funcions durant 18 mesos des de Febrer 1953.
- Babes in the Wood (Robin Hood) – pantomime britànica – Golders Green Hippodrome – amb Arthur Askey, temporada d'estiu 1954
- Romance in Candlelight (Margaret) – a Piccadilly – 1955 – 53 funcions
- Summer Song (Karolka) – Princes Theatre, Shaftesbury Avenue, W.C.2 148 funcions – dirigit per Charles Hickman – estrena Febrer 1956.
- A Hatful of Rain (Celia Pope) – Princes Theatre, Shaftesbury Avenue, W.C.2 – dirigit per Sam Wanamaker – 1956
- My Fair Lady (Eliza Doolittle) – Mark Hellinger Theater, Broadway – rellevà Julie Andrews el Febrer 1958 per un any
- Kwamina (Eve Jordan) - 54th Street Theatre, 32 funcions – 23 octubre – 18 novembre 1961
- Brigadoon (Fiona McLaren) – a New York City Center Light Opera Company – 1962
- Brigadoon (Fiona McLaren) – a New York City Center Light Opera Company – 28 gener – 10 Febrer 1963 (nominació al Premi Tony)
- Brigadoon (Fiona McLaren) – Carter Barron Amphitheater, Washington, D.C. – 24–30 juny 1963
- What Makes Sammy Run? (Kit Sargent) – 54th St. Theatre, 540 funcions – 24 Febrer 1964 – 12 juny 1965
- My Fair Lady – (Eliza Doolittle) – Melody Top Theatre, Chicago – Juliol 1964
- My Fair Lady – (Eliza Doolittle) – Melody Top Theatre, Chicago – Juliol 1965
- Camelot (Guenevere) – St. Louis Municipal Opera (aka The Muny) – estiu 1969
- My Fair Lady (Eliza Doolittle) – Kenley Players – Florida theatre – 23 desembre 1969 – 4 gener 1970
- Blossom Time (Mitzi Kranz) – Morris Mechanic Theatre, Baltimore. Also starred Earl Wrightson i Lois Hunt – 1970
- Blossom Time (Mitzi Kranz) – Kenley Players, Memorial Hall in Dayton, Ohio – (one week) – agost 1970.
- The Sound of Music (Maria) – Kenley Players – 1970 or 1971
- The Great Waltz (Resi) – Kenley Players, Packard Music Hall, Warren, Ohio – agost 1971
- The Sound of Music (Maria) – The Los Angeles Civic Light Opera – 1972
- The Sound of Music (Maria) – San Francisco Light Opera Association – 1972
- Lover (Suzy Martin) – amb Jeremy Hawk, Derren Nesbitt i Max Wall – Theatre Royal, Brighton – week of 11–17 Febrer 1973 – thriller
- The King and I (Anna Leonowens) – British tour. Also starred Peter Wyngarde – 1973.
- Man and Superman (Ann Whitefield) – amb Denis Quilley – 1973
- The King & I (Anna Leonowens) - the Dorothy Chandler Pavilion – amb Ricardo Montalbán – abril 1974.
- I Do! I Do! – Cherry County Playhouse, Traverse City, MI. – 18 agost 1976
- Goodbye Charlie – 1976?
- Robert and Elizabeth (Elizabeth) – Yvonne Arnaud Theatre in Guildford – also starred Jeremy Brett – 22 desembre 1976 – 29 gener 1977.
- Robert i Elizabeth (Elizabeth) – O'Keefe Center, Toronto – març 1977
- Hans Anderson (Jenny Lind) – amb Tommy Steele. 10 setmanes al London Palladium – 17 desembre 1977 – 28 Febrer 1978.
- The Sound of Music (Maria) – 1978 USA touring company
- Hamlet (Queen Gertrude) – New Shakespeare Company, Gardner Centre Theatre, Brighton. Estrena 9 maig 1983.
- The Merry Widow – amb Barry Clark – 1986
- Noël Coward's Semi-Monde – Royalty Theatre, London – 13 setembre 1989
- A Little Night Music (Desiree) – New York City Opera, Lincoln Center – 7 novembre 1990
- From This Moment On – one woman show – 1990.
- A Little Night Music (Desiree) – New York City Opera, Lincoln Center – 1992
- Cinderella (Fairy Godmother) – New York City Opera, Lincoln Center, 9–21 novembre 1993
- Cinderella (Fairy Godmother) – New York City Opera, Lincoln Center, 15 novembre 1995 – amb Jane Powell i Jean Stapleton
- Where's Charley? (Charley's Aunt) – 13–16 agost 1998
- James Joyce's The Dead world premier (Aunt Julia) – 14 desembre 1999 – 16 abril 2000
- Dear World (Countess Aurelia) – 16 novembre – 10 desembre 2000
- My Fair Lady (Mrs. Higgins) – USA touring company – 12 setembre 2007 – 20 gener 2008.

### Televisió
Early TV appearances included a guest appearance in Cafe Continental amb her father when they faced the camera together for the first time. Other appearances included Kaleidoscope, i her own Sunday night series called Short i Sweet amb Harry Jacobson a the piano. She appeared in the 1951 Festival of Musical Production, which was written for her i entitled The Golden Year.
- Cinderella (1950) (TV – BBC) – 26 desembre 1950
- Hallmark Hall of Fame interpretant "Della Young" a l'episodi: "The Gift of the Magi" 9 desembre 1958
- The Sally Ann Howes Show (6 variety funcions – UK) 1960
- The Fifth Column (1960)
- Jane Eyre (1961)
- Play of The Week a l'episodi: "After Hours" – 1961 amb Christopher Plummer
- Play of the Week a l'episodi: "The Old Foolishness" (episodi No. 2.24) 6 març 1961
- The Sally Ann Howes Special – A General Motors Special, A CBS Special for the opening of Lincoln Center – 23 setembre 1962
- Brigadoon (1966)
- Prudence i the Chief (1970) (TV pilot)
- The Hound of the Baskervilles (1972)
- Female Artillery (1973)
- The Good Old Days BBC TV – two appearances in the 1980s
- Great Funcions interpretant "ella mateixa" in "An Evening amb Alan Jay Lerner" (episodi # 18.5), 23 & 24 octubre novembre 1989
- Judith Krantz's "Secrets" (1992) (miniseries)
- After They Were Famous interpretant "ella mateixa" a l'episodi: "Chitty Chitty Bang Bang" 24 desembre 2004

### Aparicions com a convidada a televisió
- "Cafe Continental" – variety show 1947–1953. Aparegué amb el seu pare com a estrella convidada.
- "Saturday Spectacular" / "Startime" – variety show broadcast from Prince of Wales Theatre – 1950s?
- "Have You A Camera?" interpretant "ella mateixa" amb Royal photographer, Baron – mid-1950s.
- "Toast of the Town" interpretant "ella mateixa" (episodi No. 11.20) 9 Febrer 1958, (episodi No. 17.37) 21 juny 1964, (episodi No. 19.12) 28 novembre 1965, (episodi No. 20.23) 12 Febrer 1967
- "Sunday Night a the London Palladium" – març 1959
- "The Perry Como Show" – 17 maig 1958, 15 novembre 1958, 3 juny 1959
- "The Bell Telephone Hour" a l'episodi: "A Night of Music" 9 octubre 1959, "Holiday in Music" 30 setembre 1960, "Music hath Charms" 20 gener 1961, "A Measure of Music" 19 gener 1962
- "Dinah Shore Show" -"ella mateixa" – 8 maig 1960
- "The United States Steel Hour" a l'episodi: "The Leonardi Code" (episodi No. 8.19) 17 maig 1961
- "To Tell the Truth" – diverses aparicions 1962–1965, versió de dia i vespre
- "Password" – diverses aparicions 1962–1965, versió de dia
- "The Match Game" – diverses aparicions1963–1964, versió de dia
- "I've Got a Secret" interpretant "Guest Panelist" 24 juny 1963
- "The Merv Griffin Show" – 1963 or 1964
- "You Don't Say!" (gameshow) – 1963, 1964 or 1965
- "The Price Is Right" – (amb host Bill Cullen) – "Guest Star" – 1963 or 1964
- "The Miss U.S.A. Pageant" (presentadora) – 4 juny 1965
- "The Miss Universe Beauty Pageant" (presentadora) – 24 Juliol 1965
- "Fanfare" interpretant "ella mateixa" 28 agost 1965
- "Bob Hope presents the Chrysler Theatre" interpretant "Allison Lang" a l'episodi: "The Enemy on the Beach" (episodi No. 3.10) 5 gener 1966
- "Run for Your Life" interpretant "Rhona" a l'episodi: "The Savage Machines" (episodi No. 1.29) 2 maig 1966
- "The Dean Martin Show" interpretant "ella mateixa" 6 abril 1967
- "Everybody's Talking" interpretant "Guest Panelist" 22–26 maig 1967
- "What's My Line?" interpretant – diverses aparicions1968–1970, versió de dia
- "The Hollywood Palace" interpretant "ella mateixa" 5 abril 1969
- "This Is Tom Jones" interpretant "ella mateixa" 22 maig 1969
- "Mission: Impossible" interpretant "Beth" a l'episodi: "Fool's Gold" (episodi No. 4.5) 26 octubre 1969
- "It Takes Two" – "Guest Panelist" – 25 maig 1970
- "The Hollywood Squares" – "Guest Panelist" – 23–27 novembre 1970
- "Bracken's World" interpretant "Isabel Blue" a l'episodi: "Miss Isabel Blue" (episodi No. 2.15) 25 desembre 1970
- "The Virginian" interpretant "Martha Clayton" a l'episodi: "Tate, Ramrod" (episodi No. 9.20) 24 Febrer 1971
- "The Virginia Graham Show" – guest appearance approx. 1971
- "Sesame Street" - guest star. 1 Febrer 1972
- "Marcus Welby, M.D." a l'episodi: "The Day After Forever" (episodi No. 4.23) 27 Febrer 1973
- "The Rosie O'Donnell Show" interpretant "ella mateixa" 19 octubre 1998
- "Theatre Talk" – regarding "James Joyce's The Dead" – 20 gener 2000